# Китовани, Тенгиз Калистратович
Тенги́з Калистра́тович Китова́ни (груз. თენგიზ კალისტრატეს ძე კიტოვანი; 9 июня 1938, Тбилиси, Грузинская ССР, СССР — 13 ноября 2023, Тбилиси, Грузия) — грузинский политик, министр обороны в 1992—1993 годах и фактический создатель вооружённых сил Грузии, первый руководитель Национальной гвардии и активный участник свержения Звиада Гамсахурдия.

## Ранние годы
Родился в 1938 году в Тбилиси. Учился в тбилисской школе №1, был одноклассником Мераба Коставы, Звиада Гамсахурдии, Гелы Чарквиани и Гурама Дочанашвили. В 1957 году окончил художественное училище им. Я. Николадзе, а в 1967 году — Художественную академию в Тбилиси, после окончания которой работал главным художником в рекламном бюро. Также в молодости работал учителем в школе-интернате города Тетри-Цкаро.
В 1970-х годах Китовани насмерть сбил человека, будучи за рулем автомобиля. За это он провёл в местах лишения свободы 12 лет.

## Независимость Грузии
В 1990 году был избран депутатом Верховного Совета Грузии, а в декабре того же года назначен руководителем Национальной гвардии.
В декабре 1991 года президент Гамсахурдия потребовал разоружения вооружённых групп, в том числе и Национальной гвардии под руководством Китовани. Тот отказался выполнять эти требования и приказал своим единомышленникам осадить президентский дворец.
Сторонники Китовани несли потери, но их поддержали бойцы военизированной организации «Мхедриони». В результате действий оппозиционных сил Звиад Гамсахурдия был вынужден покинуть страну 6 января 1992 года. За несколько дней до того был сформирован Военный совет, в который вошли Тенгиз Китовани и Тенгиз Сигуа. Свергнув президента, они объявили амнистию. Вышедшие на свободу преступники пополняли ряды бойцов Национальной гвардии Китовани и «Мхедриони» Джабы Иоселиани.
Считается, что за переворотом стояла грузинская мафия. Её представители были недовольны политикой президента, в частности, его желанием подчинить экономику государству. Многие из них были тесно связаны с властью. К мафиозным структурам относился и Тенгиз Китовани.

## После свержения Гамсахурдиа
После победы оппозиции 10 марта 1992 года Военный совет был распущен, а его функции были переданы Государственному совету. Председателем совета стал вернувшийся из Москвы по приглашению Китовани экс-министр иностранных дел СССР Эдуард Шеварднадзе. Его заместителем стал Джаба Иоселиани.
После прихода к власти Шеварднадзе сторонники бежавшего в Чечню Звиада Гамсахурдии (т. н. «звиадисты») стали требовать возвращения экс-президента. Борьба между ними и группировками, участвовавшими в перевороте, переросла в гражданскую войну. Особую активность «звиадисты» проявляли в Западной Грузии, в том числе и в Мегрелии. 9 июля 1992 года сторонники Гамсахурдии похитили заместителя премьер-министра Грузии Александра Кавсадзе. Под предлогом освобождения политика в Абхазию вошли отряды Национальной гвардии Тенгиза Китовани.
В то время Шеварднадзе был вынужден использовать паравоенные формирования Китовани и Иоселиани для борьбы со «звиадистами». Операции «всадников» (так буквально переводится название «Мхедриони») сопровождались мародёрством и убийствами. После начала войны в Абхазии члены вооружённых групп продолжали грабить этнических абхазов, грузин и армян.
13 января 1995 года Китовани при поддержке Тенгиза Сигуа, собрав около 700 вооружённых сторонников, отправился в поход против Абхазии. Он был остановлен грузинской полицией и арестован. Осуждён за организацию незаконных вооружённых формирований и приговорён к восьми годам лишения свободы в октябре 1996 года. 22 мая 1999 года был помилован Шеварднадзе по медицинским основаниям.

## Эмиграция и возвращение
После освобождения в 1999 году Китовани перебрался в Москву, откуда несколько раз подвергал критике правительство Шеварднадзе и Саакашвили. В феврале 2002 года он заявил, что покончивший с собой секретарь совета безопасности Грузии Нугзар Саджая являлся гомосексуалистом, который в 2001 году приказал убить журналиста Георгия Санаю из-за того, что тот собирался опубликовать компромат на него.
Михаил Саакашвили называл Китовани «русским агентом» и обвинял в поражении грузинских войск в Абхазии в 1993 году.
В августе 2011 года Тенгиз Китовани заявлял, что и. о. президента Абхазии Александр Анкваб во время грузино-абхазской войны работал на грузинские спецслужбы.
21 декабря 2012 года Китовани вернулся в Грузию. В 2014 году президент Маргвелашвили своим указом лишил его гражданства Грузии.
Скончался 13 ноября 2023 года на 86-м году жизни.